# 죽령터널 (신 중앙선)
죽령터널(竹嶺터널)은 신 중앙선에 위치한 길이 11,165m의 철도 터널이다. 단양역과 풍기역 사이에 있으며 충청북도 단양군 대강면과 경상북도 영주시 풍기읍을 연결한다. 신 중앙선의 38개의 터널 중에서 백운터널, 박달터널에 이어 3번째로 길며 지표면 아래 최대 522m의 대심도 깊이로 건설되었다.
중앙선 복선전철화에 따라 2020년 12월 14일부터 신 중앙선 일부 구간이 개통됨에 따라 구 죽령터널은 운행이 중지되고 KTX-이음, 무궁화호를 비롯한 모든 열차가 신 죽령터널로 다니게 된다. 현재 신 중앙선의 상행선 선로가 완공되지 않은 상태이므로 상·하행 열차 모두 하행선 선로만 사용중이다.

## 역사
- 2015년 5월: 착공
- 2017년 12월 27일: 관통[2]
- 2019년 10월 31일: 완공[3]
- 2020년 12월 14일: 개통

## 피난 및 방재시설
- 50m 간격으로 비상구까지의 거리를 표시하는 지능형 비상 유도등이 설치되어 있다.
- 400m 간격으로 소화기, 비상전화가 배치되어 있다.
- 비상시 차량이 들어올 수 있는 사갱 2개소, 구난대피소 4개소가 있다.
- 사갱 2개소에 가압장치와 지능형 환기설비(송풍기)가 설치되어 있다.
- 인근 역사에 종합방재센터가 별도로 구축되어 있다.

## 논란
- 2020년 5월 1일 - 신 죽령터널을 건설한 SK건설에 부실공사 의혹이 제기되었다.[4]
- 2020년 7월 2일 - 신 죽령터널의 차수공사 미비로 지하수 유출이 심각해졌다.[5]

## 같이 보기
- 죽령
- 솔안터널
- 대관령터널 (철도)